# Números de Euler
Em matemática, os números de Euler são uma sequência E n de inteiros (sequência A122045 na OEIS) definida pela expansão da série de Taylor
{\displaystyle {\frac {1}{\cosh t}}={\frac {2}{e^{t}+e^{-t}}}=\sum _{n=0}^{\infty }{\frac {E_{n}}{n!}}\cdot t^{n}} ,
onde {\displaystyle \cosh(t)} é a função cosseno hiperbólico . Os números de Euler estão relacionados a um valor especial dos polinômios de Euler, a saber:
{\displaystyle E_{n}=2^{n}E_{n}({\tfrac {1}{2}}).}
Os números de Euler aparecem nas expansões da série de Taylor das funções secante e secante hiperbólica. Esta última é a função na definição. Elas também ocorrem em combinatória, especificamente ao contar o número de permutações alternadas de um conjunto com um número par de elementos.

## Exemplos
Os números de Euler de índices ímpares são todos zero. Os pares (sequência A028296 na OEIS) têm sinais alternados. Alguns valores são:
| E0  | = | 1              |
| E2  | = | −1             |
| E4  | = | 5              |
| E6  | = | −61            |
| E8  | = | 1385           |
| E10 | = | −50521         |
| E12 | = | 2702765        |
| E14 | = | −199360981     |
| E16 | = | 19391512145    |
| E18 | = | −2404879675441 |

Alguns autores reindexam a sequência para omitir os números de Euler ímpares com valor zero, ou alteram todos os sinais para positivos (sequência A000364 na OEIS). Este artigo adere à convenção adotada acima.

## Fórmulas explícitas

### Em termos de números de Stirling do segundo tipo
As duas fórmulas a seguir expressam os números de Euler em termos de números de Stirling do segundo tipo
{\displaystyle E_{n}=2^{2n-1}\sum _{\ell =1}^{n}{\frac {(-1)^{\ell }S(n,\ell )}{\ell +1}}\left(3\left({\frac {1}{4}}\right)^{(\ell )}-\left({\frac {3}{4}}\right)^{(\ell )}\right),}
{\displaystyle E_{2n}=-4^{2n}\sum _{\ell =1}^{2n}(-1)^{\ell }\cdot {\frac {S(2n,\ell )}{\ell +1}}\cdot \left({\frac {3}{4}}\right)^{(\ell )},}
onde {\displaystyle S(n,\ell )} dentota os números de Stirling do segundo tipo, e {\displaystyle x^{(\ell )}=(x)(x+1)\cdots (x+\ell -1)} denota o fatorial descendente.

### Como uma soma dupla
As duas fórmulas a seguir expressam os números de Euler como somas duplas
{\displaystyle E_{2n}=(2n+1)\sum _{\ell =1}^{2n}(-1)^{\ell }{\frac {1}{2^{\ell }(\ell +1)}}{\binom {2n}{\ell }}\sum _{q=0}^{\ell }{\binom {\ell }{q}}(2q-\ell )^{2n},}
{\displaystyle E_{2n}=\sum _{k=1}^{2n}(-1)^{k}{\frac {1}{2^{k}}}\sum _{\ell =0}^{2k}(-1)^{\ell }{\binom {2k}{\ell }}(k-\ell )^{2n}.}

### Como uma soma iterada
Uma fórmula explícita para os números de Euler é: 
{\displaystyle E_{2n}=i\sum _{k=1}^{2n+1}\sum _{\ell =0}^{k}{\binom {k}{\ell }}{\frac {(-1)^{\ell }(k-2\ell )^{2n+1}}{2^{k}i^{k}k}},}
onde i denota a unidade imaginária com i2 = −1 .

### Como uma soma sobre partições
O número de Euler E2n pode ser expresso como uma soma sobre as partições pares de 2n,
{\displaystyle E_{2n}=(2n)!\sum _{0\leq k_{1},\ldots ,k_{n}\leq n}{\binom {K}{k_{1},\ldots ,k_{n}}}\delta _{n,\sum mk_{m}}\left(-{\frac {1}{2!}}\right)^{k_{1}}\left(-{\frac {1}{4!}}\right)^{k_{2}}\cdots \left(-{\frac {1}{(2n)!}}\right)^{k_{n}},}
bem como uma soma sobre as partições ímpares de 2n − 1,
{\displaystyle E_{2n}=(-1)^{n-1}(2n-1)!\sum _{0\leq k_{1},\ldots ,k_{n}\leq 2n-1}{\binom {K}{k_{1},\ldots ,k_{n}}}\delta _{2n-1,\sum (2m-1)k_{m}}\left(-{\frac {1}{1!}}\right)^{k_{1}}\left({\frac {1}{3!}}\right)^{k_{2}}\cdots \left({\frac {(-1)^{n}}{(2n-1)!}}\right)^{k_{n}},}
onde em ambos os casos K = k1 + ··· + kn e
{\displaystyle {\binom {K}{k_{1},\ldots ,k_{n}}}\equiv {\frac {K!}{k_{1}!\cdots k_{n}!}}}
é um coeficiente multinomial . Os deltas de Kronecker nas fórmulas acima restringem as somas sobre os ks a 2k1 + 4k2 + ··· + 2nkn = 2n e a k1 + 3k2 + ··· + (2n − 1)kn = 2n − 1, respectivamente.
Como no exemplo:
{\displaystyle {\begin{aligned}E_{10}&=10!\left(-{\frac {1}{10!}}+{\frac {2}{2!\,8!}}+{\frac {2}{4!\,6!}}-{\frac {3}{2!^{2}\,6!}}-{\frac {3}{2!\,4!^{2}}}+{\frac {4}{2!^{3}\,4!}}-{\frac {1}{2!^{5}}}\right)\\[6pt]&=9!\left(-{\frac {1}{9!}}+{\frac {3}{1!^{2}\,7!}}+{\frac {6}{1!\,3!\,5!}}+{\frac {1}{3!^{3}}}-{\frac {5}{1!^{4}\,5!}}-{\frac {10}{1!^{3}\,3!^{2}}}+{\frac {7}{1!^{6}\,3!}}-{\frac {1}{1!^{9}}}\right)\\[6pt]&=-50\,521.\end{aligned}}}

### Como um determinante
E2n é dado pelo Determinante
{\displaystyle {\begin{aligned}E_{2n}&=(-1)^{n}(2n)!~{\begin{vmatrix}{\frac {1}{2!}}&1&~&~&~\\{\frac {1}{4!}}&{\frac {1}{2!}}&1&~&~\\\vdots &~&\ddots ~~&\ddots ~~&~\\{\frac {1}{(2n-2)!}}&{\frac {1}{(2n-4)!}}&~&{\frac {1}{2!}}&1\\{\frac {1}{(2n)!}}&{\frac {1}{(2n-2)!}}&\cdots &{\frac {1}{4!}}&{\frac {1}{2!}}\end{vmatrix}}.\end{aligned}}}

### Como uma integral
E2n também é dado pelas integrais:
{\displaystyle {\begin{aligned}(-1)^{n}E_{2n}&=\int _{0}^{\infty }{\frac {t^{2n}}{\cosh {\frac {\pi t}{2}}}}\;dt=\left({\frac {2}{\pi }}\right)^{2n+1}\int _{0}^{\infty }{\frac {x^{2n}}{\cosh x}}\;dx\\[8pt]&=\left({\frac {2}{\pi }}\right)^{2n}\int _{0}^{1}\log ^{2n}\left(\operatorname {tg} {\frac {\pi t}{4}}\right)\,dt=\left({\frac {2}{\pi }}\right)^{2n+1}\int _{0}^{\pi /2}\log ^{2n}\left(\operatorname {tg} {\frac {x}{2}}\right)\,dx\\[8pt]&={\frac {2^{2n+3}}{\pi ^{2n+2}}}\int _{0}^{\pi /2}x\log ^{2n}(\operatorname {tg} x)\,dx=\left({\frac {2}{\pi }}\right)^{2n+2}\int _{0}^{\pi }{\frac {x}{2}}\log ^{2n}\left(\operatorname {tg} {\frac {x}{2}}\right)\,dx.\end{aligned}}}

## Congruências
W. Zhang obteve as seguintes identidades combinatórias relativas aos números de Euler. Para qualquer primo {\displaystyle p}, nós temos
{\displaystyle (-1)^{\frac {p-1}{2}}E_{p-1}\equiv \textstyle {\begin{cases}0\mod p&{\text{, se }}p\equiv 1{\bmod {4}};\\-2\mod p&{\text{, se }}p\equiv 3{\bmod {4}}.\end{cases}}}
onde {\displaystyle a{\bmod {b}}} denota o resto da divisão inteira de a por b.
W. Zhang e Z. Xu provaram que, para qualquer primo {\displaystyle p\equiv 1{\pmod {4}}} e inteiro {\displaystyle \alpha \geq 1}, nós temos
{\displaystyle E_{\phi (p^{\alpha })/2}\not \equiv 0{\pmod {p^{\alpha }}}}
onde {\displaystyle \phi (n)} é a função totiente de Euler .

## Aproximação assintótica
Os números de Euler crescem muito rapidamente para índices grandes, pois têm o seguinte limite inferior
{\displaystyle |E_{2n}|>8{\sqrt {\frac {n}{\pi }}}\left({\frac {4n}{\pi e}}\right)^{2n}.}

## Números em ziguezague de Euler
A série de Taylor de {\displaystyle \sec x+\operatorname {tg} x=\operatorname {tg} \left({\frac {\pi }{4}}+{\frac {x}{2}}\right)} é
{\displaystyle \sum _{n=0}^{\infty }{\frac {A_{n}}{n!}}x^{n},}
onde An são os números em ziguezague de Euler, começando com
1, 1, 1, 2, 5, 16, 61, 272, 1385, 7936, 50521, 353792, 2702765, 22368256, 199360981, 1903757312, 19391512145, 209865342976, 2404879675441, 29088885112832, ... (sequência A000111 na OEIS)
Para todos os n pares,
{\displaystyle A_{n}=(-1)^{\frac {n}{2}}E_{n},}
onde En é o número de Euler; e para todo n ímpar,
{\displaystyle A_{n}=(-1)^{\frac {n-1}{2}}{\frac {2^{n+1}\left(2^{n+1}-1\right)B_{n+1}}{n+1}},}
onde Bn é o número de Bernoulli .
{\displaystyle {\frac {A_{n-1}}{(n-1)!}}\operatorname {sen} {\left({\frac {n\pi }{2}}\right)}+\sum _{m=0}^{n-1}{\frac {A_{m}}{m!(n-m-1)!}}\operatorname {sen} {\left({\frac {m\pi }{2}}\right)}={\frac {1}{(n-1)!}}.} [carece de fontes?]